# Jacques Jomier
Pour les articles homonymes, voir Jomier.
Jacques Louis Gaston Jomier (frère Albert-Marie en religion) est un dominicain français né le 7 mars 1914 à Paris et mort le 7 décembre 2008 à Villefranche-de-Lauragais. Islamologue et arabisant, il est un des fondateurs de l’Institut dominicain d'études orientales (Idéo) du Caire.

## Biographie
Fils de Julien Jomier, médecin, et de Marie-Louise Hadengue (fille du peintre Louis-Michel Hadengue), Jacques Jomier fait ses études à l'Institution Sainte-Marie de Monceau, dirigée par les religieux marianistes, puis au lycée Janson-de-Sailly et à la faculté des lettres de Paris. Il étudie également à la faculté dominicaine du Saulchoir, où il obtient les titres de licencié en théologie catholique et docteur ès Lettres.
Il entre chez les Dominicains de la province de Paris en 1932, et il est ordonné prêtre le 16 juillet 1939, avant d'être mobilisé pour la Campagne de Norvège entre avril et juin 1940. Entre 1941 et 1944, il étudie la langue arabe à Paris, à l'Ecole nationale des Langues orientales vivantes et ensuite au Caire. Il est professeur puis membre du groupe des dominicains du Caire, devenu en 1953 Institut dominicain d'études orientales.
Entre 1963 et 1983, il enseigne au Grand séminaire du Ma‘adi au Caire, ensuite à Mossoul et à Ibadan, après quoi il est nommé professeur visiteur à la faculté de théologie de l'université catholique du Congo à Kinshasa (Zaïre), avant d'être nommé à l'Institut catholique de Toulouse. Entre 1973 et 1985, il est consulteur au secrétariat pour les non-chrétiens au Vatican. Il est également membre de l'Institut d'Égypte.

## Œuvres
- Le Mahmal et la caravane égyptienne des pèlerins de la Mekke, Le Caire, Institut français d'archéologie orientale, 1953.
- Le commentaire coranique du Manâr : tendances modernes de l'exégèse coranique en Égypte, Paris, G.P. Maisonneuve, coll. « Islam d'hier et d'aujourd'hui » Vol. 11, 1954.
- Bible et Coran, Paris, Éditions du Cerf, 1959.
- Jésus, la vie du Messie, Paris, Éditions du Cerf, 1963.
- Jacques Jomier, Manuel d'arabe égyptien, parler du Caire, Paris, Klincksieck, 1964 (ISBN 978-2-252-01484-4).
- Lexique pratique Français - Arabe: Parler du Caire, Le Caire, Institut français d'archéologie orientale, 1976.
- Jacques Jomier, Les grands thèmes du Coran, Paris, Le Centurion, 1978 (ISBN 978-2-227-31023-0).
- L'islam aux multiples aspects (1982), repris et complété dans Pour connaître l'Islam, Paris, Éditions du Cerf, 1988.
- Un Chrétien lit le Coran, Paris, Le Cerf, 2015 [1984].
- L'islam vécu en Égypte (1954-1975), Paris, Éditions Vrin, 1994.
- Jacques Jomier, Dieu et l'homme dans le Coran : l'aspect religieux de la nature humaine joint à l'obéissance au prophète de l'Islam, Paris, Éditions du Cerf, 1996 (ISBN 978-2-204-05311-2).
- Jacques Jomier, Pour connaître Islam, Éditions du Cerf, 2001 (ISBN 978-2-20406-910-6).
- Divers articles et études dans MIDÉO[4], l’Encyclopédie de l'Islam, l'Encyclopaedia Universalis.

## Décorations
- Chevalier de la Légion d'honneur
- Croix de guerre 1939-1945